# Ferrusquilla
José Ángel Espinoza Aragón (Choix, Sinaloa, 2 de octubre de 1919-Mazatlán, Sinaloa, 6 de noviembre de 2015), conocido de forma artística como Ferrusquilla, fue un actor y cantante mexicano.

## Biografía y carrera

### Primeros años
Hijo de Buenaventura Espinoza y Fredesvinda Aragón, cuando enviuda su padre se mudan al poblado de El Guayabo sindicatura Heriberto Valdez Romero perteneciente al municipio de Ahome, a orillas del Río Fuerte. Tiempo después se van a vivir a Los Mochis, donde uno de sus maestros le propuso mudarse a Mazatlán, con el objeto de continuar sus estudios. En Mazatlán hizo muchos amigos, y fue precisamente un grupo de ellos quienes en 1937 lo subieron a un tren con destino a la Ciudad de México, pues quería ser médico. Pero su verdadera vocación le dictó ingresar al Conservatorio Nacional de Música, donde recibió la preparación teórica musical sobre la que años más tarde bordaría su inspiración como compositor.

### Trayectoria en la radio
En 1937, a la edad de 18 años, llegó a la Ciudad de México con la intención de estudiar medicina. En 1938 entró a trabajar en la XEQ. Al principio, hacía mandados, luego le dieron la oportunidad de trabajar como locutor y finalmente, de manera inesperada, se introdujo en la actuación, con el papel de "Ferrusquilla", en el programa llamado Fifirafas. En esta emisión, que de la noche a la mañana se quedó sin elenco, José Ángel tuvo que hacer ocho voces distintas para sacar a flote la producción, motivo por el cual fue bautizado como "El hombre de las mil voces", y de ahí adquirió el mote con el que se le conocería el resto de su vida.

### Trayectoria en el cine
Y después como actor y en el doblaje de películas. Ferrusquilla actuó en alrededor de 80 películas. Trabajó con leyendas del cine nacional mexicano, como Carmen Montejo, Sara García, María Félix, Jorge Negrete y muchas más. También compartió la pantalla con personalidades como Richard Burton, Anthony Quinn, Boris Karloff, John Wayne, Clint Eastwood, Dean Martin, Robert Mitchum, Brigitte Bardot, Jeanne Moreau y Paco Martínez Soria.

### Trayectoria como compositor
Su pasión por la música lo llevó a estudiar en el Conservatorio Nacional, donde aprendió a sistematizar su inspiración con maestros como Silvestre Revueltas, Manuel M. Ponce y Gerónimo Baqueiro Foster. Fue así que en la década de los años 50 dio a conocer su primera composición "A los amigos que tengo", grabada por Pedro Infante. Como compositor, su obra maestra fue Échame a mí la culpa, que lo lanzó a la fama y que fue tan popular en España que se rodó una película del mismo nombre, con las actuaciones de Lola Flores y Miguel Aceves Mejía. A mediados de la década de 1970, la misma canción volvió a popularizarse en la voz del cantante inglés Albert Hammond, quien recibió del propio José Ángel Espinoza el premio como el Mejor Intérprete del Año. Sin embargo, fueron muchas las canciones que surgieron de su inspiración, como "El tiempo que te quede libre", grabada en su momento por Manoella Torres, María Dolores Pradera y posteriormente por Luis Miguel; «La ley del monte», uno de los más grandes éxitos de Vicente Fernández; "Cariño nuevo".

## Muerte
El 6 de noviembre de 2015, Ferrusquilla falleció en Mazatlán, Sinaloa, a los 96 años de edad. Por indicaciones del propio cantautor sinaloense, sus restos fueron trasladados de la Clínica del Mar a una funeraria local donde procedieron a ser cremados.

## Reconocimientos
En 1976 recibió, junto con Lola Beltrán y Tito Guízar, la Medalla de la Paz de la Organización de las Naciones Unidas, en Nueva York. La Universidad Autónoma de Sinaloa le otorgó el título de doctor honoris causa en 2008.

## Filmografía
- Ratero (1979)
- El desconocido (1974)
- Río Lobo (1970)
- El mal (1966)
- El tragabalas (1966)
- El niño y el muro (1965)
- El norteño (1963)
- El hombre de papel (1963)
- Pa' qué me sirve la vida (1961)
- Qué noche aquella (1959)
- Reportaje (1953)
- El rapto (1953)
- Las puertas del presidio (1949)
- Carta brava (1949)
- El casado casa quiere (1948)
- A media luz (1947)